# Георгієвське сільське поселення (Нерчинсько-Заводський район)
Гео́ргієвське сільське поселення (рос. Георгиевское сельское поселение) — сільське поселення у складі Нерчинсько-Заводського району Забайкальського краю Росії.
Адміністративний центр та єдиний населений пункт — село Георгієвка.

## Населення
Населення сільського поселення становить 206 осіб (2019; 266 у 2010, 329 у 2002).